# St. Lucia (Wulsbüttel)

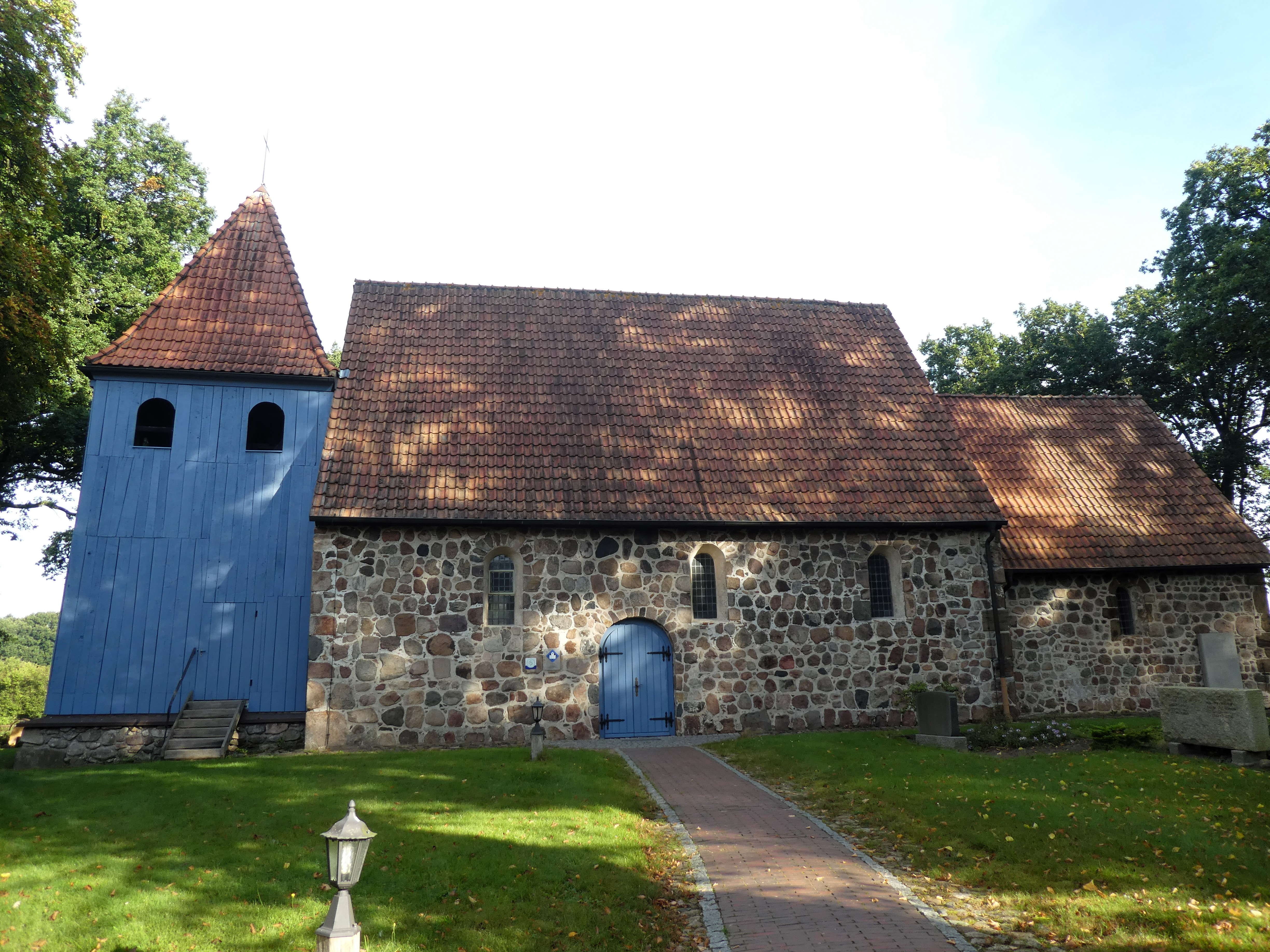
Kirche zu Wulsbüttel

Die St.-Lucia-Kirche ist ein evangelisch-lutherisches Kirchengebäude in Wulsbüttel, einem Dorf der Gemeinde Hagen im Bremischen im niedersächsischen Landkreis Cuxhaven.

## Geschichte
Die romanische Kirche in Wulsbüttel entstand um das Jahr 1200, brannte kurz darauf infolge kriegerischer Auseinandersetzungen nieder und wurde um 1240 wieder aufgebaut. Der heutige Holzturm wurde in der Zeit um 1300 hinzugefügt und 1819 neu aufgerichtet. Im 14. oder 15. Jahrhundert wurde das Dach mit gebrannten Ziegelpfannen eingedeckt. Zwischen 1970 und 1972 erfolgte eine umfassende Renovierung des Gotteshauses.
Am 1. Januar 2015 fusionierte die Kirchengemeinde St. Lucia zu Wulsbüttel mit der Kirchengemeinde St. Nicolai zu Uthlede zur Kirchengemeinde Uthlede/Wulsbüttel.

## Ausstattung

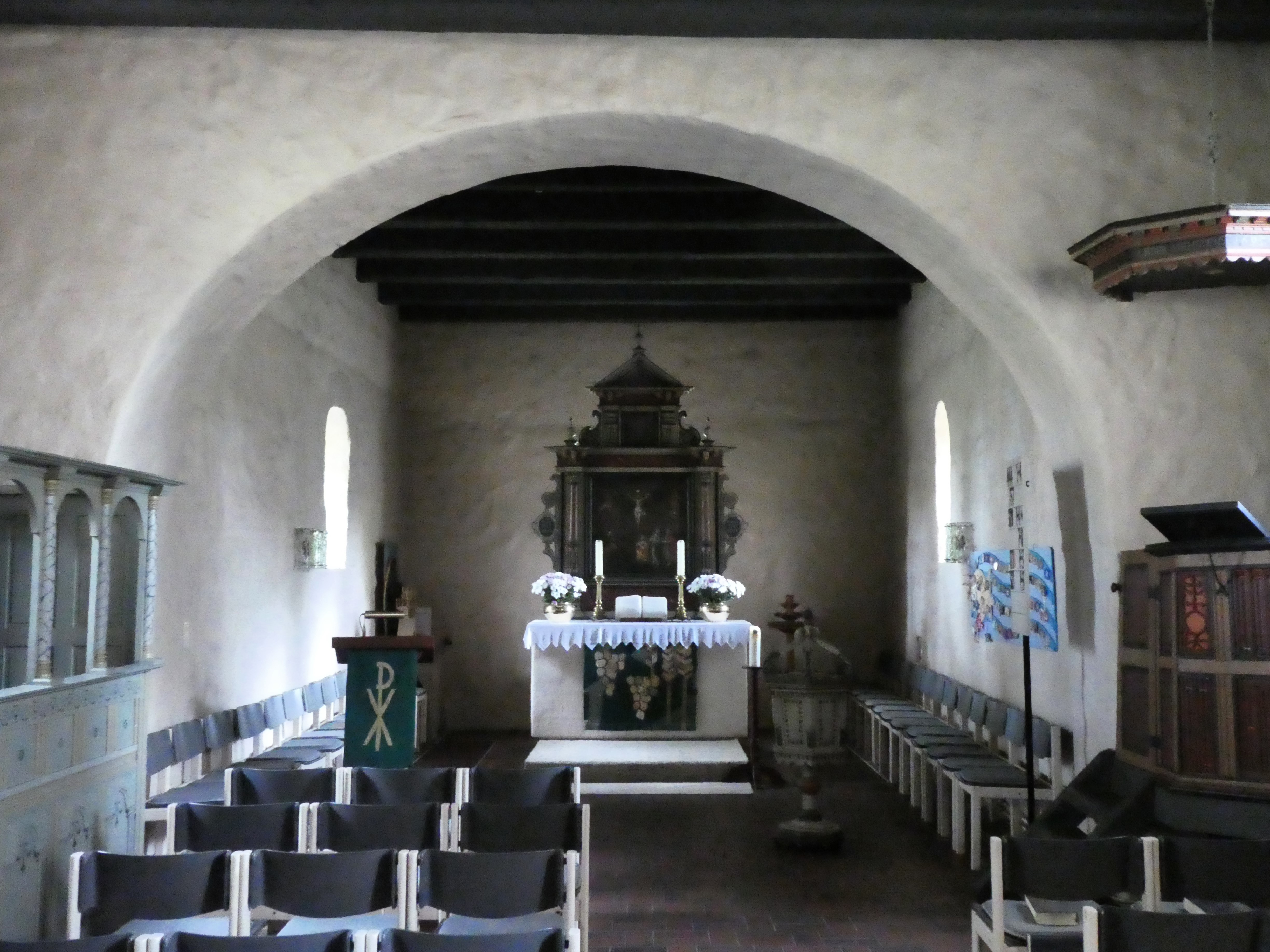
Blick auf den Altar

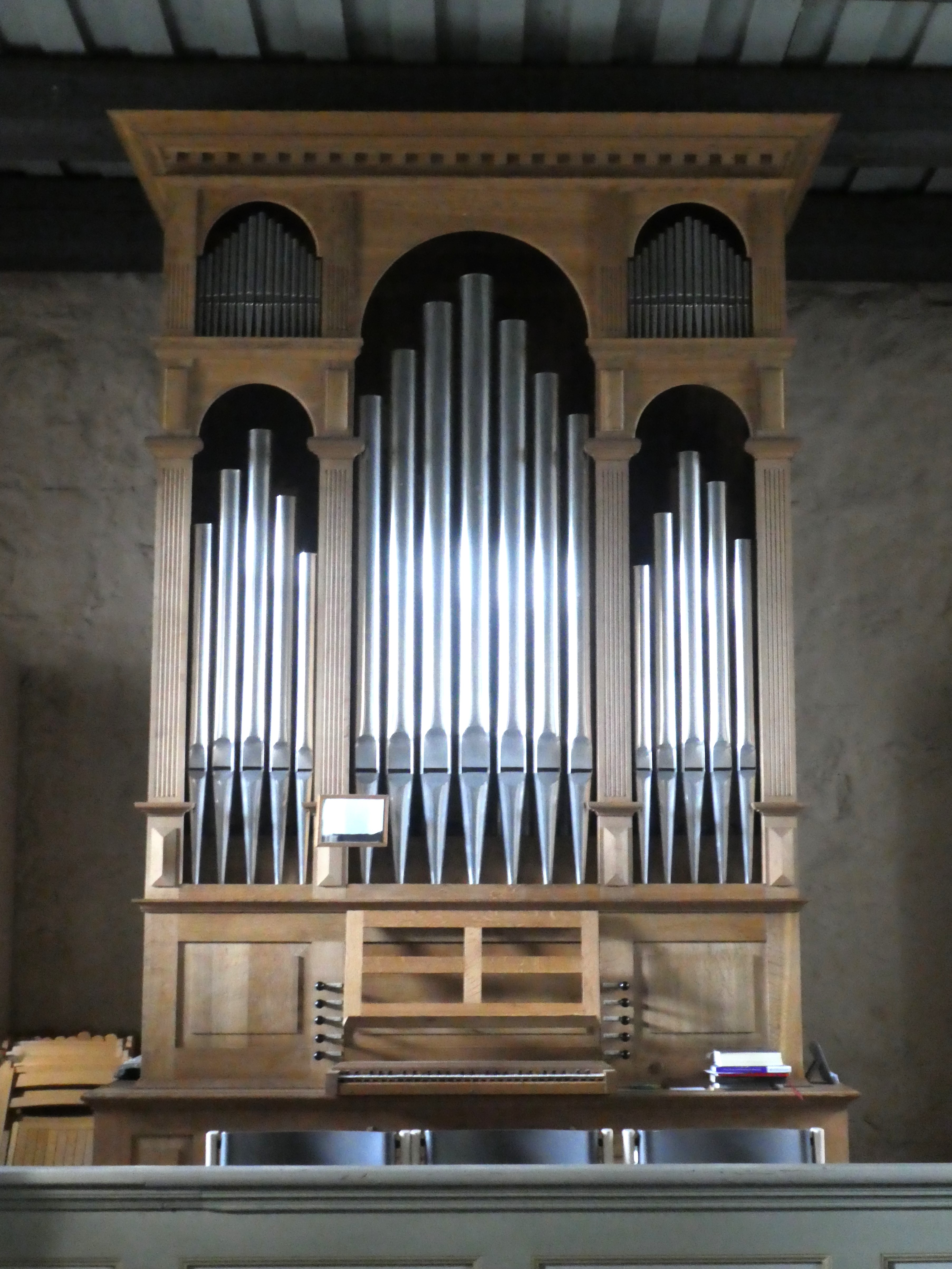
Orgel

### Altar
Der Altaraufsatz ist ein Werk eines unbekannten Meisters aus dem Jahre 1669. Das Gemälde in seiner Mitte wurde 1894 eingefügt.

### Kanzel
Die Kanzel ist 1555 datiert, die Flächen an der Brüstung sind mit Faltwerk und Maßwerk#Hölzernes Maßwerkornament gefüllt. Ein Schalldeckel kam 1695 hinzu.

### Taufbecken
Das Taufbecken ist nicht, wie sonst früher üblich, aus Bronze oder Stein gefertigt, sondern aus Holz. Es dürfte um 1700 herum entstanden sein.

### Sonstige Ausstattung
Eine Prieche aus dem Jahre 1614 war der adeligen Familie Wersebe  vorbehalten.

### Orgel
Die Orgel wurde 1990 von der Orgelbaufirma Gebr. Hillebrand aus Altwarmbüchen gebaut. Sie hat zehn Register auf einem Manual.

### Glocken
In der Glockenstube des Holzturmes befindet sich ein Glockengeläut aus drei Bronzeglocken, die um 1300 von unbekannter Hand gegossen wurden:
- Glocke 1 mit dem Schlagton c² hat einen Durchmesser von 770 mm und wiegt 260 kg.
- Glocke 2 mit dem Schlagton g² hat einen Durchmesser von 570 mm und wiegt 120 kg.
- Glocke 3 mit dem Schlagton des³ hat einen Durchmesser von 410 mm und wiegt 40 kg.